# Robert Frost
Robert Lee Frost (26 tháng 3 năm 1874 – 29 tháng 1 năm 1963) là một nhà thơ Mỹ bốn lần đoạt giải Pulitzer (1924, 1931, 1937, 1943).

## Tiểu sử
Robert Frost sinh ở San Francisco. Khi bố mất, năm Frost lên 11 tuổi, gia đình chuyển về Massachusetts. Frost học tiểu học ở Lawrence, Massachusetts. Năm 1892 ông học tại Dartmouth College, các năm 1897-1899 tại Đại học Harvard. Năm 1912 cả gia đình chuyển sang Anh, đầu tiên ở Glasgow, sau chuyển về Beaconsfield gần Luân Đôn. Thời gian này Frost in tập thơ đầu tiên A Boy's Will (Ước muốn của chàng trai, 1913). Tập thơ thứ hai North of Boston (Phía Bắc Boston) được độc giả và giới phê bình đánh giá cao.
Năm 1915 Frost quay trở về Mỹ tậu trang trại ở Franconia, New Hampshire nhưng cuộc sống vẫn khó khăn, phải đi dạy thêm ở các trường đại học và đọc thơ ở các câu lạc bộ. Tập thơ New Hampshire (1923) mang lại cho ông giải Pulitzer đầu tiên năm 1924. Tập Collected Poems (Tuyển tập thơ, 1930) được tặng giải Pulitzer thứ hai. Hai tập A Further Range (Về phía xa, 1936) và A Witness Tree (Cây làm chứng, 1942) mang lại thêm hai giải Pulitzer. Tập thơ cuối cùng In the Clearing (Trong rừng thưa, 1962) bao gồm những bài thơ hay không kém những tập đầu tiên. Tổng thống John F. Kennedy đã mời Robert Frost đọc thơ trong ngày nhậm chức của mình. Robert Frost mất ở Boston ngày 29 tháng 1 năm 1963.

## Tác phẩm
- A Boy's Will (Ước muốn của chàng trai, 1913)
- North of Boston (Phía Bắc Boston, 1914)
- Mountain Interva (Giữa núi đồi, 1916)
- Selected Poems (1923)
- West-Running Brook (Con suối phía tây, 1928)
- Selected Poems (1928)
- Colleted Poems (Tuyển tập thơ, 1930)
- Collected Poems of Robert Frost (1930)
- A Witness Tree (Cây làm chứng, 1942)
- Masque of Reason (Mặt nạ của lý trí, 1945)
- Masque of Mercy (Mặt nạ của lòng nhân từ, 1947)
- Complete Poems of Robert Frost (1951)
- In the Clearing (Trong rừng thưa, 1962)
- The Poetry of Robert Frost (1969)

## Một số bài thơ
| The Road Not Taken Two roads diverged in a yellow wood, And sorry I could not travel both And be one traveler, long I stood And looked down one as far as I could To where it bent in the undergrowth; Then took the other, as just as fair, And having perhaps the better claim, Because it was grassy and wanted wear; Though as for that the passing there Had worn them really about the same, And both that morning equally lay In leaves no step had trodden black. Oh, I kept the first for another day! Yet knowing how way leads on to way, I doubted if I should ever come back. I shall be telling this with a sigh Somewhere ages and ages hence: Two roads diverged in a wood, and I— I took the one less traveled by, And that has made all the difference. Love and a Question A came to the door at eve, And he spoke the bridegroom fair. He bore a green-white stick in his hand, And, for all burden, care. He asked with the eyes more than the lips For a shelter for the night, And he turned and looked at the road afar Without a window light. The bridegroom came forth into the porch With, 'Let us look at the sky, And question what of the night to be, Stranger, you and I.' The woodbine leaves littered the yard, The woodbine berries were blue, Autumn, yes, winter was in the wind; 'Stranger, I wish I knew.' Within, the bride in the dusk alone Bent over the open fire, Her face rose-red with the glowing coal And the thought of the heart's desire. The bridegroom looked at the weary road, Yet saw but her within, And wished her heart in a case of gold And pinned with a silver pin. The bridegroom thought it little to give A dole of bread, a purse, A heartfelt prayer for the poor of God, Or for the rich a curse; But whether or not a man was asked To mar the love of two By harboring woe in the bridal house, The bridegroom wished he knew. | Con đường chưa đi Con đường chia hai ngả giữa rừng thu Nhưng than ôi, đành phải theo một lối Tôi làm kẻ lữ hành phân vân mãi Đưa mắt nhìn xuống lối chạy về xa Tới khúc cong khuất sau lùm cây bụi. Tôi lựa chọn nẻo thứ hai sau đấy Có thể là còn hấp dẫn hơn kia Vì cỏ mọc đầy cần bước chân đi Mặc dù cả hai con đường nằm đấy Có vết mòn cả đường nọ, đường kia. Và hai con đường trong buổi sớm mai Lá phủ đầy, chưa có bàn chân bước Tôi dành ngả đầu tiên vào dịp khác Dù thâm tâm vẫn biết được sau này Quay trở lại, chắc gì còn có dịp. Tôi sẽ kể chuyện này trong tiếng nấc Rằng đâu đó rất nhiều năm về trước: Hai ngả đường chia lối ở trong rừng Tôi chọn con đường có ít bước chân Và điều đó đã làm nên khác biệt. Tình yêu và một câu hỏi Người xa lạ gõ cửa trong chiều vắng Đấy – ngôi nhà của một đôi uyên ương. Cây gậy của người có màu trắng và xanh Còn trong lòng một nỗi lo đè nặng. Người xa lạ bằng mắt nhiều hơn miệng Hỏi chàng rể cho nghỉ lại đêm này Đôi mắt người nhìn con đường xa xôi Những ánh lửa khắp nơi đều tắt ngấm. Và chàng rể liền bước ra ngoài cổng: "Ta hãy cùng nhau ngó vào bầu trời Có một câu hỏi cho anh và tôi Mà bầu trời đêm hãy còn giấu kín". Những chiếc lá của kim ngân rụng xuống Quả mọng kim ngân đang thẫm màu xanh Ngọn gió mùa thu như gió mùa đông "Người xa lạ, tôi đây mong biết lắm". Cô dâu một mình trong nhà im lặng Khát khao như bếp lửa trước mặt nàng Bếp lửa làm cho đôi má thêm hồng Và ý nghĩ - trong tim đầy ước muốn. Chàng rể ngó nhìn con đường xa vắng Nhưng nghĩ suy chỉ quanh quẩn bên nàng Mong giữ trái tim yêu trong lồng vàng Và chốt bạc đem chốt ngoài cửa đóng. Chàng rể nghĩ rằng hãy còn ít lắm Chia sẻ bánh mỳ, chia sẻ hầu bao Thành tâm cầu Chúa giúp cho người nghèo Hay trừng phạt kẻ giàu cho đích đáng. Và liệu có phải đấy là số phận Khách đến mang hạnh phúc cho hai người Hay tai họa sẽ đổ xuống đêm nay Thì câu trả lời chàng mong biết lắm. Bản dịch của Nguyễn Viết Thắng |